# Крым-Сарай (село)
 Крым-Сарай  — село в Бавлинском районе Татарстана. Административный центр Крым-Сарайского сельского поселения.

## География
Находится в юго-восточной части Татарстана на расстоянии приблизительно 12 км по прямой на северо-запад от районного центра города Бавлы.

## История
Известно с середины XVIII века. Упоминалось также как Большая Ефановка. В начале XX века имелись 2 церкви.

## Население
Постоянных жителей было: в 1859—1877, в 1889—1714, в 1908 — 3657, в 1920 — 3256 (совместно с деревней Верхний Крым-Сарай), в 1926—841, в 1938—2420, в 1949—1977, в 1958—1039, в 1970—808, в 1979—682, в 1989—612, в 2002 − 541 (русские 71 %), 503 в 2010.